# D. J. White (Basketballspieler)
Dewayne „D. J.“ White Jr. (* 31. August 1986 in Tuscaloosa, Alabama) ist ein US-amerikanischer Basketballspieler.

## College
In seiner ersten Saison in Indiana führte White alle Freshmen der Big Ten Conference in erzielten Punkten an.
Nach vier Jahren am College meldete er sich 2008 zum NBA Draft an.

## Profikarriere
White wurde an 29. Stelle des Drafts von den Detroit Pistons ausgewählt, jedoch am selben Tag zu den Oklahoma City Thunder weitertransferiert.
Eine Kieferverletzung hielt ihn allerdings zunächst lange vom Spielen ab, sein erstes NBA-Spiel bestritt er am 5. April 2009, bei einer Niederlage gegen die Indiana Pacers, in der er, von der Bank kommend, 14 Punkte und zwei Rebounds in 18 Minuten erzielte.
In seiner Rookie-Saison verbuchte White in sieben Spielen im Schnitt 8,9 Punkte und 4,6 Rebounds bei 18,6 Minuten Spielzeit.
In der folgenden Saison absolvierte er nur acht Spiele, bevor er aufgrund einer Fraktur im Daumen erneut lange ausfiel. Er feierte sein Comeback am 21. März 2010, erneut bei einem Spiel gegen die Indiana Pacers, in dem er sechs Punkte und zwei Rebounds in 10 Minuten erzielte. Am Ende der Saison standen 12 Einsätze zu Buche, in denen seine Statistiken aber signifikant abfielen.
Vor Start der Saison 2010–2011 nahmen die Thunder die Option auf Verlängerung seines Vertrages wahr.
Am 24. Februar 2011 wurde er zusammen mit Morris Peterson für Nazr Mohammed zu den Charlotte Hornets, damals noch Bobcats, transferiert.
Im September 2012 unterzeichnete White einen Vertrag bei den Shanghai Sharks.
Am 28. Februar 2013 verkündeten die Boston Celtics, dass sie White mit einem 10-Tages-Vertrag ausgestattet hätten. Dieser wurde zunächst um weitere 10 Tage verlängert, am 20. März sogar auf eine Festanstellung für mehrere Jahre ausgeweitet.
Vor Beginn der neuen Saison wurde er zu den Brooklyn Nets transferiert, die ihn jedoch wieder entließen. Ende September 2013 wechselte White zu den Chicago Bulls. Am 26. Oktober 2013 wurde bekannt gegeben, dass die Chicago Bulls auf White verzichteten. Im April 2014 unterschrieb er einen Vertrag bei den Charlotte Hornets.